# لكمة المحمدي (مناخة)

تعديل مصدري - تعديل

لكمة المحمدي هي إحدى قرى عزلة لهاب بمديرية مناخة التابعة لمحافظة صنعاء، بلغ تعداد سكانها 774 نسمة حسب تعداد اليمن لعام 2004.